# Senecio orarius
Senecio orarius là một loài thực vật có hoa trong họ Cúc. Loài này được J.M.Black miêu tả khoa học đầu tiên năm 1928.